# Їндржих Їндржишек
Ї́ндржих (Ге́нрих-Ігна́тій Ігна́тійович) Ї́ндржишек (25 червня 1857, Понікла, нині Чехія — 28 серпня 1924, Прага) — купець другої гільдії, власник музичного магазину та майстерень з ремонту й виробництва музичних інструментів у Києві, засновник київської фірми грамзапису «Екстрафон». Член Київської міської думи. Брав активну участь у громадському та політичному житті чеських іммігрантів у Росії. Ініціатор створення та голова товариства ім. Я. А. Коменського, Київського чеського комітету, один з організаторів антигабсбурзького руху серед російських чехів.

## Молодість
Їндржих Їндржишек народився 25 липня 1857 на півночі Чехії (Австрійська імперія), у селі Понікла Їлемніцького округу (нині Ліберецький край). У 1873 році закінчив нижче реальне училище в Ліберці, потім навчався в торговій фірмі в Високе-над-Їзероу (Vysoké nad Jizerou). У 1878—1879 роках торгував в рознос струнами і склом, потім у пошуках своєї справи вирушив подорожувати і опинився на півдні Росії, де якийсь час працював на пристані.
Їндржишек зобов'язаний був пройти службу в австрійській армії, але до призовного віку не мав достатньо грошей для поїздки на батьківщину і вирушив пішки. Українські та молдавські селяни безкоштовно давали блукачу нічліг і їжу, дійшовши ж до південної Угорщини, Їндржих отримав урок, який справив значний вплив на подальше його життя. Господар садиби, до якого звернувся Їндржишек, відповів, що здорова людина, якщо голодна, повинна просити роботу, але не просити хліб. Їндржих відпрацював свій нічліг та вечерю, і запам'ятав цю пораду на все життя.
Після служби у війську Їндржишек в 1881 році знову приїхав до Росії, і почав торгувати в Києві папером, музичними інструментами і струнами. У 1883 році накопичив невеликий капітал і відкрив власний музичний магазин навпроти оперного театру, на вул. Фундуклеївській (нині Б. Хмельницького), а з 1885 року — майстерню з ремонту музичних інструментів.
Ймовірно, в середині 1880-х років Їндржишек хрестився за православним обрядом, отримав ім'я Ігнат і став російським підданим, точна дата цієї події невідома. У 1888 році одружився з Марією Кратохвіловою (? — 5 березня 1930), вінчання відбулося в Празі, в костьолі на Королівських Виноградах.

## Торговельні, виробничі та фінансові підприємства
Підприємницька діяльність Їндржишека була пов'язана головним чином з музикою, найвідоміші його підприємства — це «Депо музичних інструментів» та фірма грамзапису «Екстрафон». Крім того, він займався видавничою діяльністю — спільно зі своїм другом Вацлавом Вондраком з 1906 року видавав першу в Росії щотижневу газету для чехів «Російський чех», з 1911 року став компаньйоном друкарні Венцеслава Швіговского (Швіговскій купив цю друкарню у Вондрака) і видавав тижневик «Чехослован». Також Генріх Ігнатійович був компаньйоном «Механічних майстерень Вінаржа і Жарбінского» в Києві, броварні «Главачек і К°» в Кременчуці, вугільних шахт. Брав участь у створенні і керівництві київського чехословацького банку «Кредитна установа» (чеськ. Úvěrový ustav). Банк відкрив спочатку контору в Житомирі для обслуговування чехів, які проживали на Волині, потім центральну контору в Києві на Хрещатику, 25. Планувалося відкриття відділень у Здолбунові, Дубно та інших містах, але ці плани не були здійснені до початку громадянської війни.

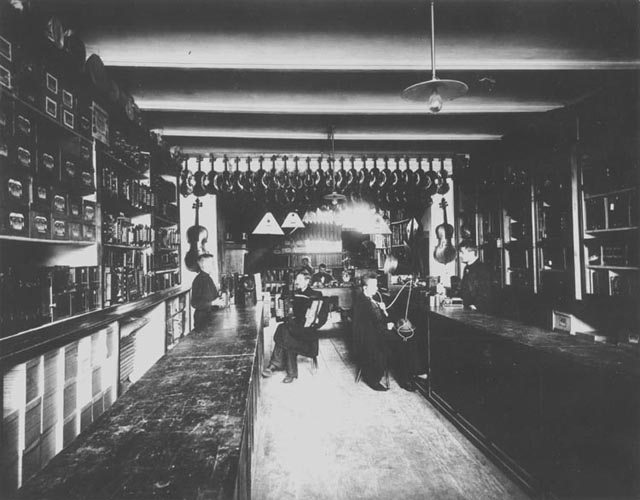
В магазині Їндржишека

### «Депо музичних інструментів»
У середині 1880-х років магазин Їндржишека переїхав на Хрещатик у будинок № 58 і став називатися «Депо музичних інструментів Г. І. Ііндржішека» (нині будинок № 52, приміщення належить театральному інституту ім. Карпенка-Карого). Поруч були обладнані майстерні і друкарня. У 1886—1889 і в 1892—1894 роках в майстернях «Депо» працював скрипковий майстер Франтішек Шпідлен (1867—1916), скрипки якого стали незабаром відомі у всій Росії. У 1895 році Ф. Шпідлен виїхав до Москви, де відкрив власні майстерні і став родоначальником династії скрипкових майстрів. У 1910—1917 роках у Їндржишека працював Петр Схованек (1891—1971), який виготовляв якісні скрипки і гітари, потім він теж відкрив власну справу і став відомим майстром.
В асортименті магазину були різноманітні інструменти — дешеві духові та балалайки, гармоні від концертино до великих баянів, фісгармонії та фортепіано. Товари Їндржишека користувалися високим попитом не тільки в Києві, але і в інших містах, з 1916 року відділення «Депо» працювали в Тулі і Баку. У 1895 році магазин нагороджений медаллю на виставці в Нижньому Новгороді, а в 1897 отримав малу срібну медаль у Києві. У 1902 році в київських магазинах з'явилися відділи, торгуючі грамофонами і грамплатівками, в 1903 році новинка з'явилася і в «Депо музичних інструментів».

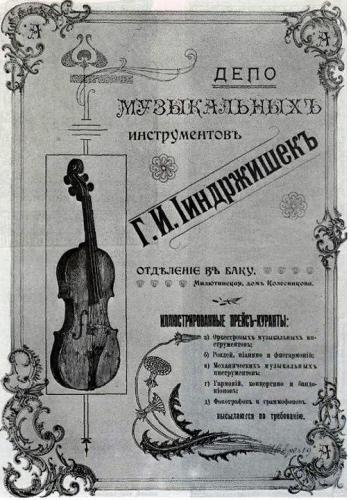
Реклама бакинського відділення «Депо музичних інструментів»

У 1908 році магазин закрився для переїзду і розширення, і в 1909 знову відкрився за адресою Хрещатик, 41. Магазин знаходився в бельетажі будівлі, у головному залі продавалися струнні та духові інструменти, приналежності, в сусідніх приміщеннях були фортепіанний, нотний та грамофонний відділи. У тому ж будинку була квартира Їндржишека, музичне видавництво, склад нот, майстерні, а за старою адресою влаштований великий склад музичних інструментів. У фортепіанному відділі постійно було в наявності до 200 інструментів, а всього магазином було продано у роздріб близько 400 роялів і піаніно.
На Хрещатику, 41 відкрилася й студія звукозапису німецької фірми «Інтернаціональ Екстра-Рекорд», устаткування для якої привіз з Німеччини новий компаньйон Їндржишека Ернст Гессе. На київському ринку грамплатівок існувала серйозна конкуренція. У 1902 році в магазині Мяновського на Хрещатику, 52 з'явився відділ російського товариства «Грамофон», в тому ж році платівками почали торгувати в салоні дзеркал В. І. Бульйона на Прорізній і магазин іграшок І. Ф. Кордес; в наступні роки на Хрещатику відкрилися грамофонні відділи у торгових домах «Полякін і сини» і «М. Траубе і К°», в магазині «Шустер і К°», склади німецьких фірм" Омокорд", «Стела» і «Бека», а поряд з Галицьким ринком з'явився спеціалізований магазин «Грамофонна справа».
Платівки «Інтернаціональ Екстра-Рекорд» скоро стали лідирувати на київському ринку. Каталоги фірми не збереглися, тому загальний обсяг виробництва невідомий. У липні 1909 року випущені перші платівки з записами оперних співаків та інструментальної музики — Г. А. Боссе (бас, в майбутньому — професор Ленінградської консерваторії), П. І. Цесевича (1879—1958, бас, згодом — заслужений артист РРФСР), М. В. Бочарова (баритон), Л. Стефанеску (цимбалістка) та інших.
У 1909 році були записані і 11 платівок О. Д. Петляш (1890—1971, сопрано) у фортепіанному супроводі М. В. Лисенка. Три з цих платівок з українськими піснями «Гандзя» — «Лугом іду, коня веду», «Віють вітри» — «Карі очі» та «Ой казала мені мати» — «Не вернувся з походу» нині знаходяться у фондах будинку-музею М. В. Лисенка в Києві.
На київській студії робили тільки запис воскових матриць, а друкувалися платівки в Берліні. Це затримувало виконання замовлень, і компаньйони вирішили будувати фабрику в Києві.

### Екстрафон
Грамофонна фабрика була побудована наприкінці 1911 року на Шулявці і працювала до 1918 року. Завдяки високій якості звукозапису, гарному оформленню і різноманітному репертуару платівок «Екстрафон» успішно конкурував з такими відомими фірмами, як «Пате», «Метрополь», «Сирена». Продукція київської фабрики поширювалася через торгових агентів в Москві, Петербурзі і Баку. У роки Першої світової війни випускалися патріотичні пісні, які стали користуватися особливим успіхом. У грудні 1915 року підприємство було перетворено на акціонерне товариство з основним капіталом 500 000 рублів, співвласниками фабрики стали її ж службовці. У 1915—1916 роках потужність виробництва досягала 500 000 платівок на рік.

## Громадська і політична діяльність у Києві
З 1870-х років відбувалася міграція чехів до Росії, на території України виникали чеські поселення у Причорномор'ї, на Волині, Поділлі. На початку XX століття в Києві велика чеська громада сформувалася на Шулявці, поряд із заводом Гретера і Криванека, були й інші чеські підприємства, наприклад, відділення автомобільної фірми «Лаурін і Клемент» на Деміївці. Виникла необхідність у культурно-просвітницьких та громадських установах, які б представляли інтереси іммігрантів, проте, до Першої російської революції зареєструвати такі організації було неможливо.
Їндржишек в приміщеннях своїх майстерень на Хрещатику почав організовувати молодіжні музичні зустрічі, на які запрошувалися представники різних соціальних прошарків. Такі зустрічі проводилися, зокрема, з метою протидії соціальному розшаруванню київської чеської громади, що почалося на початку XX століття. Незабаром ці заходи підтримало і старше покоління, у громаді все більш зміцнювалася ідея створення культурно-просвітницького товариства.
У березні 1907 року за ініціативою Їндржишека таке товариство було створено і отримало назву товариства ім. Яна Амоса Коменського, Їндржишек став його головою й залишався на цій посаді весь період діяльності товариства. Товариство сприяло легалізації Сокольського руху в Києві, підтримало благоустрій чеського парку відпочинку «Стромовка» і створення Київської чеської школи. Ділянку для школи купив Їндржишек за свої гроші і оформив на своє ім'я, оскільки іноземці (які не мали російського підданства) не мали права купити цю землю. Згодом він за це ж і постраждав від нападок заздрісників, які писали доноси в поліцію із звинуваченнями в купівлі нерухомості за гроші, зібрані для благодійності. Але репутація Їндржишека була бездоганною, і поліція незабаром перестала розглядати такі заяви.
З початком Першої світової війни російські чехи потрапили в скрутне становище, оскільки більшість їх були підданими ворожої держави. З перших же днів війни в містах Росії пройшли чеські демонстрації на знак лояльності до Росії та Сербії, 3 серпня 1914 року в Москві був запропонований проект корпоративного переходу членів чеської громади в російське підданство.
9 серпня в Києві під головуванням Їндржишека пройшла антиавстрійська маніфестація, на Царській площі (нині Європейська) і в залі Купецького зібрання (нині будівля філармонії) зібралися близько 3000 людей. У резолюції, зачитаній видавцем В. Швіговскім постановили, що «тепер більше немає австрійських чехів — тепер всі просто чехи», вирішено розпочати запис добровольців в армію, створити лікарню для поранених, складені телеграми зі зверненнями до болгарського народу і до чехів Відня, Берліна, Константинополя. Тоді ж було засновано Київський чеський комітет під головуванням Їндржишека, в ядро комітету увійшли В. Вондрак, Ф Дєдіна, Ф. Паул, О. Червени. Комітет проголосив девіз «Все для війни і перемоги чеської справи», 12 серпня в готелі «Прага» почався запис добровольців. Комітет займався розміщенням приїжджаючих, до 20 серпня, коли було видано наказ по Київському військовому округу про формування батальйону «Чеська дружина», в добровольці записалися вже понад 500 чоловік. З 25 серпня під керівництвом Їндржишека проводили зустрічі чеського комітету з членами «Дружини», на яких добровольцям роз'яснювали завдання — створення армії і незалежної держави. Ці події відбувалися в Києві за два з половиною роки до того, як перед російськими чехами аналогічні завдання були поставлені Т. Г. Масариком, головою Чехословацької національної ради в Парижі.
У вересні 1914 року «Чеська дружина» почала навчання як російська військова частина, Їндржишек і чеський комітет готуються до ймовірної появи поранених, необхідно було подбати про членів сімей дружинників. Франтішек Дєдіна запропонував створити для цього благодійний фонд. Заснований Фонд Чеської дружини був товариством ім. Коменського. Фонд діяв у Києві та його околицях, а також у Волинській і Подільській губерніях. З 1 жовтня 1914 року чехи стали сплачувати «військовий податок», розмір якого визначався майновим цензом або зарплатою і становив від 50 копійок до 200 рублів на місяць, деякі давали зобов'язання на більш великі суми; всього збирали 25-30 тисяч рублів на рік.
7 березня 1915 в Москві пройшов I з'їзд Союзу чеських (з травня 1915 — чехословацьких) товариств Росії, на якому зібралися представники восьми товариств з шести регіонів. Їндржишек представляв на з'їзді Київський чеський комітет, були представники також від товариства ім. Коменського. На з'їзді вирішено правління Союзу розмістити в Петрограді, а військову комісію, очолив яку В. Вондрак — у Києві; Їндржишек очолив фінансову комісію Союзу.
Навесні 1915 року, коли відбувся наступ німців у Галичині, Їндржишек за пропозицією інженера С. Гоужвіця відкрив Чеську обозну фабрику, що виготовляла вози для потреб армії. Для налагодження виробництва Їндржишек використав власні кошти, частину стартового капіталу надали В. Вондрак і Л. Тучек, представник фірми «Лаурін і Клемент»; як робітники використовувалися полонені австрійські чехи.
25 квітня 1916 в Києві під головуванням Їндржишека відбувся II з'їзд Союзу Чехословацьких товариств Росії. З'їзд проходив у залі міської думи під девізом «Тільки військовий опір призведе до мети — чехословацької самостійності!». На ньому були присутні 69 делегатів з 19 товариств. У ході засідань чехословацький рух розділився на петроградську і київську групи, більшістю голосів було вирішено перенести правління Союзу до Києва.
22 серпня 1916 на київському вокзалі відбулася урочиста зустріч Й. Дюриха, заступника голови Чехословацької національної ради. Позицією Дюриха було створення Чеського королівства, підлеглого владі Росії, і Їндржишек став його супротивником. Навесні 1917 року Дюріх був позбавлений повноважень.
Вісті про Лютневу революцію 1917 року принесли чехословацьким товариствам період політичної ейфорії. У Києві пройшли безліч мітингів і маніфестацій, ці події потім описував у своєму нарисі «Таємниці мого перебування в Росії» Ярослав Гашек. Незабаром стало ясно, що обстановка змінилася на користь петроградської опозиції, в якій були прихильники Чехословацької національної ради і Т. Г. Масарика, петроградців підтримували і члени Клубу співробітників Союзу чехословацьких товариств, переважно звільнені австрійські полонені.
На III з'їзді Союзу чехословацьких товариств (23 квітня — 1 травня 1917 р.) була визнана підпорядкованість його паризькому центру і Масарику, місцем перебування російської філії Чехословацької національної ради визначено Петроград. Заслуги Їндржишека, Вондрака, Тучека та інших старожилів з «російських чехів» стали недооцінюватися, їх поступово витіснили з політики. Їндржишек зміг більше приділяти уваги своїм підприємствам, товариству ім. Коменського, фонду Чеської дружини, чеській школі.
До Росії приїхав Т. Г. Масарик. Він був обізнаний про діяльність чехословацьких товариств, але недооцінював її, критикував за відсутність професійного військового керівництва. Відома фраза, сказана Масариком у Москві 16 червня 1917 року: «Тут за цілих три роки нічого не зроблено…» А через два тижні Чехословацький корпус здобув перемогу в битві під Зборовом. 29 липня Масарик прибув до Києва. Наступного дня в приміщенні банку «Кредитна установа» відбулися збори Комітету міських товариств, в якому брав участь і Їндржишек. Обговорювалися проблеми створення армії, вирішували як подолати зниження якості підготовки при швидкому формуванні війська з полонених.
Наприкінці 1917 року настала розруха економіки. Підприємства Їндржишека припинили роботу через брак матеріалів, попиту на продукцію теж не було. 1918 рік почався Січневим повстанням, потім Київ тимчасово зайняли більшовики. Масарик уклав договори про нейтралітет Чехословацького корпусу з Центральною радою і з більшовиками, і 22 лютого залишив Київ. У березні місто зайняли німці, з ними з'явилися агенти австрійської поліції, які розшукували чеських активістів. У списку зрадників Австро-Угорщини був і Їндржишек. Від арештів врятувало тільки те, що німецька влада не давала австрійцям повної свободи дій. У березні 1918 — на початку 1919 року Їндржишек намагався врятувати свої підприємства, виступав як громадський консул, захищаючи чехів-старожилів.
У листопаді 1918 року проголошена Чехословацька республіка. Колишні австрійські громадяни автоматично отримали чехословацьке громадянство, чехи з колишнім російським підданством опинилися в невизначеному становищі. Після приходу більшовиків у лютому 1919 року почалася експропріація майна підприємств, музичного магазину, предметів побуту із квартири. За вказівкою чехословацьких більшовиків чекісти почали заарештовувати чехів, деякі згодом були розстріляні. У червні Їндржишек змінив зовнішність і виїхав, ховаючись у багажних вагонах, йому вдалося перейти кордон без перевірки.

## У Чехословаччині
Прибувши до Чехії, Їндржишеки оселилися на батьківщині Марії, в Костельці-над-Лабем, а потім переїхали до Праги, де жили на Малій Страні за адресою вул. Вшегрдова, 5.
15 липня 1919 Їндржих надрукував у газеті «Národní listy» статтю «Щоб було ясно», в якій звинувачував владу в байдужому ставленні до своїх більшовиків та оголосив, що має намір проводити збори проти більшовиків. Після такої публікації Їндржишека стали вважати контрреволюціонером, і він змушений був виїхати з Праги. Він працював бухгалтером у фірмі з перевезення вантажів у Терезіні, потім на моторному заводі, а незабаром став керуючим в російській гімназії в Моравській-Тршебові. У господарстві цієї студентської колонії було близько 500 спальних місць в 40 невеликих будинках, їдальня, учні забезпечувалися підручниками російською мовою та уніформою російського зразка.
1 грудня 1921 Їндржишек став договірним службовцем Міністерства закордонних справ, а в жовтні 1923 року зайняв посаду консультанта зі зв'язків з Радянською Росією в торговельно-політичній секції Міністерства закордонних справ. У 1922—1924 роках він брав участь і в суспільному житті — був членом комітету Об'єднання чехів і словаків з Росії.
Навесні 1924 року Їндржишек захворів і 28 серпня того ж року помер. 2 вересня пройшла церемонія кремації на Ольшанському цвинтарі, на яку прийшли представники МЗС, військові, директор російської гімназії професор В. М. Свєтозаров, представники газетних редакцій. Урна з прахом 9 грудня була встановлена в музеї Пам'ятника Опору на Трої, а пізніше перенесена в Пам'ятник Визволення на пагорбі Витків. Під час другої світової війни урна зникла, її доля невідома.
Тільки після смерті з'ясувалося, що відповідно до закону, прийнятого в 1919 році, Ї. Їндржишеку за заслуги перед Чехословацькою Республікою повинен бути присвоєний «Статус легіонера». Рішенням канцелярії Чехословацького Легіону від 25 квітня 1925 Ї. Їндржишек визнаний легіонером, в легіонерську службу йому зарахували строк з 1 серпня 1914 року по 13 травня 1917-го, коли він головував у Київському чеському комітеті і був членом управління Союзу чехословацьких товариств Росії. Вдові Марії Їндржишковій була призначена довічна пенсія в сумі 12 000 крон на рік.
У грудні 1925 року на будинку в Празі, де жив останні роки і помер Ї. Їндржишек вирішили встановити меморіальну дошку. (Нині це будинок № 3 по вул. П. Швенди на Сміхові). Дошка з граніту розміром 1,15 × 1,4 метра з барельєфом Їндржишека виготовлена скульптором Властимиром Амортом, 25 квітня 1926 відбулося її урочисте відкриття. В теперішній час меморіальну дошку загублено.
У 1926 році був створений благодійний Фонд допомоги людям похилого віку, вдовам і сиротам чехів і словаків з Росії ім. Ї. Їндржишека.